# Giải vô địch bóng đá U-17 thế giới 2009
Giải vô địch bóng đá U-17 thế giới 2009 là giải đấu lần thứ 13 của Giải vô địch bóng đá U-17 thế giới được tổ chức tại Nigeria từ ngày 24 tháng 10 đến ngày 15 tháng 11 năm 2009.
Thụy Sĩ đã giành chức vô địch sau khi đánh bại đội chủ nhà và cũng là đương kim vô địch Nigeria với bàn thắng duy nhất ở phút thứ 63. Quả bóng vàng cho Cầu thủ xuất sắc nhất đã được trao cho Sani Emmanuel của Nigeria; Chiếc giày vàng dành cho cầu thủ ghi nhiều bàn thắng nhất đã được trao cho Borja González của Tây Ban Nha với 5 bàn thắng (mặc dù cùng số bàn thắng với Sani Emmanuel của Nigeria, Sebastián Gallegos của Uruguay và Haris Seferovic của Thụy Sĩ); Găng tay vàng đã được trao cho Benjamin Siegrist của Thụy Sĩ; cuối cùng, Giải phong cách FIFA đã được trao cho Nigeria.

## Điều kiện của các cầu thủ
Các cầu thủ sinh hoặc sau ngày 1 tháng 1 năm 1992 được quyền tham dự giải đấu.

## Địa điểm
FIFA đã chọn 8 trong số 9 địa điểm để tổ chức thi đấu.

Vào ngày 21 tháng 5 năm 2009, FIFA đã ra cảnh cáo "Thẻ vàng" đối với Nigeria vì FIFA lưu ý đến sự chậm trễ đáng kể trong quá trình chuẩn bị cho giải đấu. Trong khi Abuja và Lagos đã sẵn sàng, phó chủ tịch FIFA Jack Warner đã đưa ra cho bốn địa điểm khác (Enugu, Calabar, Ijebu-Ode và Kano) một tháng để chuẩn bị 100 phần trăm hoặc giải đấu sẽ được chuyển đi. Một địa điểm tiềm năng (Warri) đã bị loại bỏ sau khi bạo lực gần đây bùng phát ở Đồng bằng sông Niger.
| Abuja                                                                                            | Lagos                       | Enugu                       | Ijebu-Ode                            |
| ------------------------------------------------------------------------------------------------ | --------------------------- | --------------------------- | ------------------------------------ |
| Sân vận động quốc gia Moshood Abiola                                                             | Sân vận động Teslim Balogun | Sân vận động Nnamdi Azikiwe | Sân vận động Gateway                 |
| Sức chứa: 60,491                                                                                 | Sức chứa: 24,325            | Sức chứa: 22,000            | Sức chứa: 20,000                     |
|                                                                                                  |                             |                             |                                      |
| AbujaLagosEnuguIjebu OdeKanoCalabarKadunaBauchiGiải vô địch bóng đá U-17 thế giới 2009 (Nigeria) |                             |                             |                                      |
| Kano                                                                                             | Calabar                     | Kaduna                      | Bauchi                               |
| Sân vận động Sani Abacha                                                                         | Sân vận động U.J. Esuene    | Sân vận động Ahmadu Bello   | Sân vận động Abubarkar Tafawa Balewa |
| Sức chứa: 18,000                                                                                 | Sức chứa: 16,000            | Sức chứa: 16,500            | Sức chứa: 11,000                     |
|                                                                                                  |                             |                             |                                      |

## Mối đe dọa đến giải đấu
Mùa giải năm 2009 chịu nhiều mối đe dọa từ nhóm phiến quân vũ trang The Movement for the Emancipation of the Niger Delta (MEND) và cảnh báo FIFA không nên tổ chức giải đấu tại Nigeria. Tuy nhiên, những chiến sĩ này đã được ân xá để đổi lấy việc hạ vũ khí, và giải đấu diễn ra thành công mà không có bất kỳ sự cố nào.

## Các đội vượt qua vòng loại
Lễ bốc thăm chia bảng được tổ chức vào ngày 7 tháng 8 năm 2009 tại Trung tâm Hội nghị Quốc tế ở Abuja.
| Liên đoàn                             | Giải đấu loại                                 | Các đội vượt qua vòng loại                             |
| ------------------------------------- | --------------------------------------------- | ------------------------------------------------------ |
| AFC (châu Á)                          | Giải vô địch bóng đá U-16 châu Á 2008         | Iran · Hàn Quốc · Nhật Bản · UAE                       |
| CAF (châu Phi)                        | Chủ nhà                                       | Nigeria                                                |
| CAF (châu Phi)                        | Giải vô địch bóng đá U-17 châu Phi 2009       | Algérie1 · Gambia · Malawi1 · Burkina Faso             |
| CONCACAF (Bắc, Trung Mỹ và Caribbean) | Giải vô địch bóng đá U-17 CONCACAF 2009       | México · Hoa Kỳ · Costa Rica · Honduras                |
| CONMEBOL (Nam Mỹ)                     | Giải vô địch bóng đá U-17 Nam Mỹ 2009         | Brasil · Argentina · Uruguay · Colombia                |
| OFC (châu Đại Dương)                  | Giải vô địch bóng đá U-17 châu Đại Dương 2009 | New Zealand                                            |
| UEFA (châu Âu)                        | Giải vô địch bóng đá U-17 châu Âu 2009        | Đức · Hà Lan · Thụy Sĩ1 · Ý · Tây Ban Nha · Thổ Nhĩ Kỳ |

1.^ Các đội lần đầu tiên tham dự.

## Trọng tài
| Liên đoàn | Trọng tài                    | Trợ lý trọng tài                                            |
| --------- | ---------------------------- | ----------------------------------------------------------- |
| AFC       | Ravshan Irmatov (Uzbekistan) | Rafael Ilyasov (Uzbekistan) Bakhadyr Kochkarov (Kyrgyzstan) |
| CAF       | Mohamed Benouza (Algeria)    | Mamar Chabane (Algeria) Nasser Abdel Nabi (Ai Cập)          |
| CAF       | Koman Coulibaly (Mali)       | Inácio Cândido (Angola) Redouane Achik (Maroc)              |
| CAF       | Jerome Damon (Nam Phi)       | Enock Molefe (Nam Phi) Kenneth Chichenga (Zambia)           |
| CAF       | Eddy Maillet (Seychelles)    | Jason Damoo (Seychelles) Evarist Menkouande (Cameroon)      |
| CONCACAF  | Carlos Batres (Guatemala)    | Carlos Pastrana (Honduras) Leonel Leal (Costa Rica)         |
| CONCACAF  | Jair Marrufo (Hoa Kỳ)        | Charles Morgante (Hoa Kỳ) Ricardo Morgan (Jamaica)          |
| CONMEBOL  | Pablo Pozo (Chile)           | Patricio Basualto (Chile) Francisco Mondria (Chile)         |
| CONMEBOL  | Carlos Amarilla (Paraguay)   | Emigdio Ruiz (Paraguay) Nicolas Yegros (Paraguay)           |
| CONMEBOL  | Martín Vázquez (Uruguay)     | Miguel Nievas (Uruguay) Carlos Pastorino (Uruguay)          |
| OFC       | Michael Hester (New Zealand) | Jan-Hendrik Hintz (New Zealand) Tevita Makasini (Tonga)     |
| UEFA      | Howard Webb (Anh)            | Michael Mullarkey (Anh) Darren Cann (Anh)                   |
| UEFA      | Stéphane Lannoy (Pháp)       | Eric Dansault (Pháp) Laurent Ugo (Pháp)                     |
| UEFA      | Wolfgang Stark (Đức)         | Jan-Hendrik Salver (Đức) Volker Wezel (Đức)                 |
| UEFA      | Viktor Kassai (Hungary)      | Gábor Erős (Hungary) Tibor Vámos (Hungary)                  |
| UEFA      | Tom Henning Øvrebø (Na Uy)   | Geir Åge Holen (Na Uy) Dag Roger Nebben (Na Uy)             |
| UEFA      | Massimo Busacca (Thụy Sĩ)    | Manuel Navarro (Thụy Sĩ) Matthias Arnet (Thụy Sĩ)           |

## Bốc thăm
Các đội được phân bổ vào các nhóm dựa trên sự phân bố địa lý. Các đội được xếp vào bốn nhóm, và một đội được rút ra từ mỗi nhóm cho mỗi bảng. Nhóm 1 bao gồm năm đội châu Phi cộng với một đội từ CONMEBOL; Nhóm 2 bao gồm các đội còn lại từ châu Mỹ ngoại trừ một đội CONCACAF; Nhóm 3 bao gồm các đội từ châu Á và châu Đại Dương cộng với đội CONCACAF còn lại; Nhóm 4 bao gồm các đội từ châu Âu.
| Nhóm 1                                                        | Nhóm 2                                                          | Nhóm 3                                                      | Nhóm 4                                                  |
| ------------------------------------------------------------- | --------------------------------------------------------------- | ----------------------------------------------------------- | ------------------------------------------------------- |
| Nigeria · Algérie · Burkina Faso · Gambia · Malawi · Brasil · | Argentina · Colombia · Uruguay · Costa Rica · México · Hoa Kỳ · | Iran · Nhật Bản · Hàn Quốc · UAE · Honduras · New Zealand · | Đức · Ý · Hà Lan · Tây Ban Nha · Thụy Sĩ · Thổ Nhĩ Kỳ · |

## Vòng bảng
Tất cả các trận đấu diễn ra theo giờ Tây Phi (UTC+1).

### Bảng A
| VT | Đội         | ST | T | H | B | BT | BB | HS | Đ | Dành quyền tham dự      |
| -- | ----------- | -- | - | - | - | -- | -- | -- | - | ----------------------- |
| 1  | Nigeria (H) | 3  | 2 | 1 | 0 | 6  | 4  | +2 | 7 | Vòng đấu loại trực tiếp |
| 2  | Argentina   | 3  | 2 | 0 | 1 | 4  | 3  | +1 | 6 | Vòng đấu loại trực tiếp |
| 3  | Đức         | 3  | 1 | 1 | 1 | 7  | 6  | +1 | 4 | Vòng đấu loại trực tiếp |
| 4  | Honduras    | 3  | 0 | 0 | 3 | 1  | 5  | −4 | 0 |                         |

| Nigeria                                        | 3–3      | Đức                               |
| ---------------------------------------------- | -------- | --------------------------------- |
| S. Okoro 54' (ph.đ.) · Omeruo 59' · Egbedi 61' | Chi tiết | Thy 21' · Mustafi 39' · Götze 47' |

| Honduras | 0–1      | Argentina  |
| -------- | -------- | ---------- |
|          | Chi tiết | Araujo 59' |

| Argentina                          | 2–1      | Đức      |
| ---------------------------------- | -------- | -------- |
| Espíndola 57' (ph.đ.) · Araujo 59' | Chi tiết | Götze 8' |

| Nigeria    | 1–0      | Honduras |
| ---------- | -------- | -------- |
| Ajagun 55' | Chi tiết |          |

| Đức                        | 3–1      | Honduras   |
| -------------------------- | -------- | ---------- |
| Thy 55', 56' · Volland 73' | Chi tiết | Lozano 46' |

| Argentina | 1–2      | Nigeria                         |
| --------- | -------- | ------------------------------- |
| Orfano 2' | Chi tiết | Ojabu 5' · Emmanuel 72' (ph.đ.) |

### Bảng B
| VT | Đội      | ST | T | H | B | BT | BB | HS | Đ | Dành quyền tham dự      |
| -- | -------- | -- | - | - | - | -- | -- | -- | - | ----------------------- |
| 1  | Thụy Sĩ  | 3  | 3 | 0 | 0 | 7  | 3  | +4 | 9 | Vòng đấu loại trực tiếp |
| 2  | México   | 3  | 2 | 0 | 1 | 3  | 2  | +1 | 6 | Vòng đấu loại trực tiếp |
| 3  | Brasil   | 3  | 1 | 0 | 2 | 3  | 4  | −1 | 3 |                         |
| 4  | Nhật Bản | 3  | 0 | 0 | 3 | 5  | 9  | −4 | 0 |                         |

| Brasil                                            | 3–2      | Nhật Bản                  |
| ------------------------------------------------- | -------- | ------------------------- |
| Guilherme 26' · Neymar 67' · Wellington Nem 90+4' | Chi tiết | Takagi 35' · Sugimoto 84' |

| México | 0–2      | Thụy Sĩ                           |
| ------ | -------- | --------------------------------- |
|        | Chi tiết | Kasami 22' · Rodríguez 42' (l.n.) |

| Thụy Sĩ                                        | 4–3      | Nhật Bản                         |
| ---------------------------------------------- | -------- | -------------------------------- |
| Seferovic 43', 51' · Xhaka 53' · Rodríguez 74' | Chi tiết | Miyayoshi 9', 20' · Kojima 90+3' |

| Brasil | 0–1      | México      |
| ------ | -------- | ----------- |
|        | Chi tiết | Basulto 70' |

| Nhật Bản | 0–2      | México                        |
| -------- | -------- | ----------------------------- |
|          | Chi tiết | Campos 65' · Carlos Parra 79' |

| Thụy Sĩ         | 1–0      | Brasil |
| --------------- | -------- | ------ |
| Ben Khalifa 21' | Chi tiết |        |

### Bảng C
| VT | Đội      | ST | T | H | B | BT | BB | HS | Đ | Dành quyền tham dự      |
| -- | -------- | -- | - | - | - | -- | -- | -- | - | ----------------------- |
| 1  | Iran     | 3  | 2 | 1 | 0 | 3  | 0  | +3 | 7 | Vòng đấu loại trực tiếp |
| 2  | Colombia | 3  | 1 | 2 | 0 | 4  | 3  | +1 | 5 | Vòng đấu loại trực tiếp |
| 3  | Hà Lan   | 3  | 1 | 0 | 2 | 3  | 4  | −1 | 3 |                         |
| 4  | Gambia   | 3  | 0 | 1 | 2 | 3  | 6  | −3 | 1 |                         |

| Iran                       | 2–0      | Gambia |
| -------------------------- | -------- | ------ |
| Sadeghian 44' · Rezaei 84' | Chi tiết |        |

| Colombia                   | 2–1      | Hà Lan              |
| -------------------------- | -------- | ------------------- |
| Castillo 56' · Córdoba 72' | Chi tiết | Özyakup 69' (ph.đ.) |

| Hà Lan                     | 2–1      | Gambia                |
| -------------------------- | -------- | --------------------- |
| Castaignos 19' · Boere 70' | Chi tiết | E. Bojang 26' (ph.đ.) |

| Iran | 0–0      | Colombia |
| ---- | -------- | -------- |
|      | Chi tiết |          |

| Gambia                            | 2–2      | Colombia                 |
| --------------------------------- | -------- | ------------------------ |
| L. S. Samateh 19' · E. Bojang 42' | Chi tiết | Cuéllar 78', 89' (ph.đ.) |

| Hà Lan | 0–1      | Iran        |
| ------ | -------- | ----------- |
|        | Chi tiết | Gharibi 25' |

### Bảng D
| VT | Đội          | ST | T | H | B | BT | BB | HS | Đ | Dành quyền tham dự      |
| -- | ------------ | -- | - | - | - | -- | -- | -- | - | ----------------------- |
| 1  | Thổ Nhĩ Kỳ   | 3  | 2 | 1 | 0 | 6  | 2  | +4 | 7 | Vòng đấu loại trực tiếp |
| 2  | Burkina Faso | 3  | 1 | 1 | 1 | 5  | 3  | +2 | 4 | Vòng đấu loại trực tiếp |
| 3  | New Zealand  | 3  | 0 | 3 | 0 | 3  | 3  | 0  | 3 | Vòng đấu loại trực tiếp |
| 4  | Costa Rica   | 3  | 0 | 1 | 2 | 3  | 9  | −6 | 1 |                         |

| Thổ Nhĩ Kỳ | 1–0      | Burkina Faso |
| ---------- | -------- | ------------ |
| Demir 3'   | Chi tiết |              |

| Costa Rica   | 1–1      | New Zealand |
| ------------ | -------- | ----------- |
| Campbell 35' | Chi tiết | Built 19'   |

| New Zealand | 1–1      | Burkina Faso   |
| ----------- | -------- | -------------- |
| Murie 57'   | Chi tiết | V. Nikiema 12' |

| Thổ Nhĩ Kỳ                                         | 4–1      | Costa Rica |
| -------------------------------------------------- | -------- | ---------- |
| Şahiner 3' · Demir 33' · Bekdemir 42' · Iravul 70' | Chi tiết | Moya 44'   |

| Burkina Faso                                             | 4–1      | Costa Rica  |
| -------------------------------------------------------- | -------- | ----------- |
| Zidane 12' · Ibrango 38' · Ouédraogo 82' · B. Traoré 90' | Chi tiết | Golobio 86' |

| New Zealand          | 1–1      | Thổ Nhĩ Kỳ   |
| -------------------- | -------- | ------------ |
| Hobson-McVeigh 90+1' | Chi tiết | Bekdemir 17' |

### Bảng E
| VT | Đội         | ST | T | H | B | BT | BB | HS | Đ | Dành quyền tham dự      |
| -- | ----------- | -- | - | - | - | -- | -- | -- | - | ----------------------- |
| 1  | Tây Ban Nha | 3  | 3 | 0 | 0 | 9  | 3  | +6 | 9 | Vòng đấu loại trực tiếp |
| 2  | Hoa Kỳ      | 3  | 2 | 0 | 1 | 3  | 2  | +1 | 6 | Vòng đấu loại trực tiếp |
| 3  | UAE         | 3  | 1 | 0 | 2 | 3  | 4  | −1 | 3 | Vòng đấu loại trực tiếp |
| 4  | Malawi      | 3  | 0 | 0 | 3 | 1  | 7  | −6 | 0 |                         |

| UAE                       | 2–0      | Malawi |
| ------------------------- | -------- | ------ |
| Al-Saffar 63' · Sebil 81' | Chi tiết |        |

| Tây Ban Nha             | 2–1      | Hoa Kỳ       |
| ----------------------- | -------- | ------------ |
| Borja 22' · Sarabia 30' | Chi tiết | McInerney 4' |

| Hoa Kỳ      | 1–0      | Malawi |
| ----------- | -------- | ------ |
| Shinsky 54' | Chi tiết |        |

| UAE       | 1–3      | Tây Ban Nha                        |
| --------- | -------- | ---------------------------------- |
| Sebil 68' | Chi tiết | Isco 12' · Borja 19' · Carmona 88' |

| Malawi      | 1–4      | Tây Ban Nha                                  |
| ----------- | -------- | -------------------------------------------- |
| Milanzi 82' | Chi tiết | Carmona 32' · Morata 60', 74' · Espinosa 62' |

| Hoa Kỳ        | 1–0      | UAE |
| ------------- | -------- | --- |
| McInerney 35' | Chi tiết |     |

### Bảng F
| VT | Đội      | ST | T | H | B | BT | BB | HS | Đ | Dành quyền tham dự      |
| -- | -------- | -- | - | - | - | -- | -- | -- | - | ----------------------- |
| 1  | Ý        | 3  | 2 | 1 | 0 | 3  | 1  | +2 | 7 | Vòng đấu loại trực tiếp |
| 2  | Hàn Quốc | 3  | 2 | 0 | 1 | 6  | 3  | +3 | 6 | Vòng đấu loại trực tiếp |
| 3  | Uruguay  | 3  | 1 | 1 | 1 | 3  | 3  | 0  | 4 | Vòng đấu loại trực tiếp |
| 4  | Algérie  | 3  | 0 | 0 | 3 | 0  | 5  | −5 | 0 |                         |

| Uruguay              | 1–3      | Hàn Quốc                                                |
| -------------------- | -------- | ------------------------------------------------------- |
| Gallegos 60' (ph.đ.) | Chi tiết | Nam Seung-woo 13' · Son Heung-min 62' · Lee Jong-ho 90' |

| Algérie | 0–1      | Ý           |
| ------- | -------- | ----------- |
|         | Chi tiết | Carraro 78' |

| Ý                            | 2–1      | Hàn Quốc               |
| ---------------------------- | -------- | ---------------------- |
| Camporese 56' · Iemmello 61' | Chi tiết | Kim Jin-su 30' (ph.đ.) |

| Uruguay                 | 2–0      | Algérie |
| ----------------------- | -------- | ------- |
| Luna 47' · Gallegos 70' | Chi tiết |         |

| Hàn Quốc                            | 2–0      | Algérie |
| ----------------------------------- | -------- | ------- |
| Lee Jong-ho 12' · Son Heung-min 22' | Chi tiết |         |

| Ý | 0–0      | Uruguay |
| - | -------- | ------- |
|   | Chi tiết |         |

### Xếp hạng các đội xếp thứ ba
| VT | Bg | Đội         | ST | T | H | B | BT | BB | HS | Đ | Giành quyền tham dự     |
| -- | -- | ----------- | -- | - | - | - | -- | -- | -- | - | ----------------------- |
| 1  | A  | Đức         | 3  | 1 | 1 | 1 | 7  | 6  | +1 | 4 | Vòng đấu loại trực tiếp |
| 2  | F  | Uruguay     | 3  | 1 | 1 | 1 | 3  | 3  | 0  | 4 | Vòng đấu loại trực tiếp |
| 3  | D  | New Zealand | 3  | 0 | 3 | 0 | 3  | 3  | 0  | 3 | Vòng đấu loại trực tiếp |
| 4  | E  | UAE         | 3  | 1 | 0 | 2 | 3  | 4  | −1 | 3 | Vòng đấu loại trực tiếp |
| 5  | B  | Brasil      | 3  | 1 | 0 | 2 | 3  | 4  | −1 | 3 |                         |
| 6  | C  | Hà Lan      | 3  | 1 | 0 | 2 | 3  | 4  | −1 | 3 |                         |

1. ↑  trừ 7 điểm kỷ luật
2. 1 2  trừ 3 điểm kỷ luật
3. ↑  trừ 5 điểm kỷ luật
4. 1 2  trừ 6 điểm kỷ luật

## Vòng đấu loại trực tiếp
Tất cả các trận đấu diễn ra theo giờ Tây Phi (UTC+1)
|  | Round of 16                     | Round of 16                     |                               |       | Tứ kết        | Tứ kết        |                              |                              | Bán kết | Bán kết |  |  | Chung kết | Chung kết |
|  |                                 |                                 |                               |       |               |               |                              |                              |         |         |  |  |           |           |
|  | 4 tháng 11 năm 2009 — Ijebu-Ode |                                 |                               |       |               |               |                              |                              |         |         |  |  |           |           |
|  |                                 |                                 |                               |       |               |               |                              |                              |         |         |  |  |           |           |
|  | Argentina                       | 2                               |                               |       |               |               |                              |                              |         |         |  |  |           |           |
|  | Argentina                       | 2                               | 8 tháng 11 năm 2009 — Bauchi  |       |               |               |                              |                              |         |         |  |  |           |           |
|  | Colombia                        | 3                               |                               |       |               |               |                              |                              |         |         |  |  |           |           |
|  | Colombia                        | 3                               | Colombia (pen.)               | 1 (5) |               |               |                              |                              |         |         |  |  |           |           |
|  | 4 tháng 11 năm 2009 — Enugu     |                                 | Colombia (pen.)               | 1 (5) |               |               |                              |                              |         |         |  |  |           |           |
|  |                                 | Thổ Nhĩ Kỳ                      | 1 (3)                         |       |               |               |                              |                              |         |         |  |  |           |           |
|  | Thổ Nhĩ Kỳ                      | Thổ Nhĩ Kỳ                      | 1 (3)                         | 2     |               |               |                              |                              |         |         |  |  |           |           |
|  | Thổ Nhĩ Kỳ                      |                                 | 12 tháng 11 năm 2009 — Lagos  | 2     |               |               |                              |                              |         |         |  |  |           |           |
|  | UAE                             | 0                               |                               |       |               |               |                              |                              |         |         |  |  |           |           |
|  | UAE                             | 0                               | Colombia                      | 0     |               |               |                              |                              |         |         |  |  |           |           |
|  | 4 tháng 11 năm 2009 — Lagos     |                                 | Colombia                      | 0     |               |               |                              |                              |         |         |  |  |           |           |
|  |                                 | Thụy Sĩ                         | 4                             |       |               |               |                              |                              |         |         |  |  |           |           |
|  | Thụy Sĩ (aet)                   | Thụy Sĩ                         | 4                             | 4     |               |               |                              |                              |         |         |  |  |           |           |
|  | Thụy Sĩ (aet)                   | 8 tháng 11 năm 2009 — Ijebu-Ode |                               | 4     |               |               |                              |                              |         |         |  |  |           |           |
|  | Đức                             | 3                               |                               |       |               |               |                              |                              |         |         |  |  |           |           |
|  | Đức                             | 3                               | Thụy Sĩ                       | 2     |               |               |                              |                              |         |         |  |  |           |           |
|  | 4 tháng 11 năm 2009 — Kaduna    |                                 | Thụy Sĩ                       | 2     |               |               |                              |                              |         |         |  |  |           |           |
|  |                                 | Ý                               | 1                             |       |               |               |                              |                              |         |         |  |  |           |           |
|  | Ý                               | Ý                               | 1                             | 2     |               |               |                              |                              |         |         |  |  |           |           |
|  | Ý                               |                                 | 15 tháng 11 năm 2009 — Abuja  | 2     |               |               |                              |                              |         |         |  |  |           |           |
|  | Hoa Kỳ                          | 1                               |                               |       |               |               |                              |                              |         |         |  |  |           |           |
|  | Hoa Kỳ                          | 1                               | Thụy Sĩ                       | 1     |               |               |                              |                              |         |         |  |  |           |           |
|  | 5 tháng 11 năm 2009 — Kano      |                                 | Thụy Sĩ                       | 1     |               |               |                              |                              |         |         |  |  |           |           |
|  |                                 | Nigeria                         | 0                             |       |               |               |                              |                              |         |         |  |  |           |           |
|  | Tây Ban Nha                     | Nigeria                         | 0                             | 4     |               |               |                              |                              |         |         |  |  |           |           |
|  | Tây Ban Nha                     | 9 tháng 11 năm 2009 — Kaduna    |                               | 4     |               |               |                              |                              |         |         |  |  |           |           |
|  | Burkina Faso                    | 1                               |                               |       |               |               |                              |                              |         |         |  |  |           |           |
|  | Burkina Faso                    | 1                               | Tây Ban Nha (pen.)            | 3 (4) |               |               |                              |                              |         |         |  |  |           |           |
|  | 5 tháng 11 năm 2009 — Calabar   |                                 | Tây Ban Nha (pen.)            | 3 (4) |               |               |                              |                              |         |         |  |  |           |           |
|  |                                 | Uruguay                         | 3 (2)                         |       |               |               |                              |                              |         |         |  |  |           |           |
|  | Iran                            | Uruguay                         | 3 (2)                         | 1     |               |               |                              |                              |         |         |  |  |           |           |
|  | Iran                            |                                 | 12 tháng 11 năm 2009 — Lagos  | 1     |               |               |                              |                              |         |         |  |  |           |           |
|  | Uruguay (aet)                   | 2                               |                               |       |               |               |                              |                              |         |         |  |  |           |           |
|  | Uruguay (aet)                   | 2                               | Tây Ban Nha                   | 1     |               |               |                              |                              |         |         |  |  |           |           |
|  | 5 tháng 11 năm 2009 — Bauchi    |                                 | Tây Ban Nha                   | 1     |               |               |                              |                              |         |         |  |  |           |           |
|  |                                 | Nigeria                         | 3                             |       | Tranh hạng ba | Tranh hạng ba |                              |                              |         |         |  |  |           |           |
|  | México                          | Nigeria                         | 3                             | 1 (3) | Tranh hạng ba | Tranh hạng ba |                              |                              |         |         |  |  |           |           |
|  | México                          | 9 tháng 11 năm 2009 — Calabar   | 9 tháng 11 năm 2009 — Calabar | 1 (3) |               |               | 15 tháng 11 năm 2009 — Abuja | 15 tháng 11 năm 2009 — Abuja |         |         |  |  |           |           |
|  | Hàn Quốc (pen.)                 | 9 tháng 11 năm 2009 — Calabar   | 9 tháng 11 năm 2009 — Calabar | 1 (5) |               |               | 15 tháng 11 năm 2009 — Abuja | 15 tháng 11 năm 2009 — Abuja |         |         |  |  |           |           |
|  | Hàn Quốc (pen.)                 | Hàn Quốc                        | 1                             | 1 (5) | Colombia      | 0             |                              |                              |         |         |  |  |           |           |
|  | 5 tháng 11 năm 2009 — Abuja     | Hàn Quốc                        | 1                             |       | Colombia      | 0             |                              |                              |         |         |  |  |           |           |
|  |                                 | Nigeria                         | 3                             |       | Tây Ban Nha   | 1             |                              |                              |         |         |  |  |           |           |
|  | Nigeria                         | Nigeria                         | 3                             | 5     | Tây Ban Nha   | 1             |                              |                              |         |         |  |  |           |           |
|  | Nigeria                         |                                 |                               | 5     |               |               |                              |                              |         |         |  |  |           |           |
|  | New Zealand                     | 0                               |                               |       |               |               |                              |                              |         |         |  |  |           |           |
|  | New Zealand                     | 0                               |                               |       |               |               |                              |                              |         |         |  |  |           |           |

### Vòng 16 đội
| Argentina                       | 2–3      | Colombia                                  |
| ------------------------------- | -------- | ----------------------------------------- |
| González Pírez 17' · Araujo 57' | Chi tiết | Murillo 63' · Blanco 88' · Quiñones 90+1' |

| Thổ Nhĩ Kỳ             | 2–0      | UAE |
| ---------------------- | -------- | --- |
| Şeker 2' · Özbek 90+2' | Chi tiết |     |

| Thụy Sĩ                                                                   | 4–3 (s.h.p.) | Đức                                 |
| ------------------------------------------------------------------------- | ------------ | ----------------------------------- |
| Rodríguez 35' · Seferovic 49' · Gonçalves 101' · Ben Khalifa 116' (ph.đ.) | Chi tiết     | Götze 39' · Trinks 78' · Mallı 118' |

| Ý                          | 2–1      | Hoa Kỳ         |
| -------------------------- | -------- | -------------- |
| Beretta 29' · Iemmello 56' | Chi tiết | Palodichuk 51' |

| Tây Ban Nha                                 | 4–1      | Burkina Faso |
| ------------------------------------------- | -------- | ------------ |
| Roberto 19', 56', 67' · Carmona 83' (ph.đ.) | Chi tiết | Ibrango 26'  |

| Iran              | 1–2 (s.h.p.) | Uruguay             |
| ----------------- | ------------ | ------------------- |
| Esmaeilzadeh 119' | Chi tiết     | Gallegos 104', 117' |

| México                           | 1–1 (s.h.p.) | Hàn Quốc                                                        |
| -------------------------------- | ------------ | --------------------------------------------------------------- |
| Madrigal 44'                     | Chi tiết     | Kim Dong-jin 90+2'                                              |
| Loạt sút luân lưu                |              |                                                                 |
| Campos · Basulto · García · Vera | 3–5          | Lee Kang · Ahn Jin-bum · Kim Jin-su · Lee Jong-ho · Lee Min-soo |

| Nigeria                                            | 5–0      | New Zealand |
| -------------------------------------------------- | -------- | ----------- |
| Egbedi 14', 28' · S. Okoro 24' · Emmanuel 75', 79' | Chi tiết |             |

### Tứ kết
| Colombia                                   | 1–1 (s.h.p.) | Thổ Nhĩ Kỳ                     |
| ------------------------------------------ | ------------ | ------------------------------ |
| Ramos 90'                                  | Chi tiết     | Demir 20'                      |
| Loạt sút luân lưu                          |              |                                |
| Arias · Murillo · Ramos · Cataño · Cuéllar | 5–3          | Gülle · Şeker · Iravul · Alkan |

| Thụy Sĩ                    | 2–1      | Ý           |
| -------------------------- | -------- | ----------- |
| Ben Khalifa 24' · Buff 62' | Chi tiết | Carraro 32' |

| Tây Ban Nha                                    | 3–3 (s.h.p.) | Uruguay                                  |
| ---------------------------------------------- | ------------ | ---------------------------------------- |
| Isco 17' (ph.đ.) · Borja 49', 50'              | Chi tiết     | Luna 10' · Mezquida 71' · Gallegos 84'   |
| Loạt sút luân lưu                              |              |                                          |
| S. Gómez · Borja · Aurtenetxe · Sarabia · Isco | 4–2          | Gallegos · Barreto · Laureiro · Mezquida |

| Hàn Quốc          | 1–3      | Nigeria                            |
| ----------------- | -------- | ---------------------------------- |
| Son Heung-Min 40' | Chi tiết | Azeez 23' · Ajagun 50' · Envoh 85' |

### Bán kết
| Colombia | 0–4      | Thụy Sĩ                                                                  |
| -------- | -------- | ------------------------------------------------------------------------ |
|          | Chi tiết | Ben Khalifa 14' (ph.đ.) · Seferovic 36' · Martignoni 50' · Rodríguez 68' |

| Tây Ban Nha | 1–3      | Nigeria                          |
| ----------- | -------- | -------------------------------- |
| Borja 83'   | Chi tiết | S. Okoro 30' · Emmanuel 61', 71' |

### Tranh hạng ba
| Colombia | 0–1      | Tây Ban Nha |
| -------- | -------- | ----------- |
|          | Chi tiết | Isco 75'    |

### Chung kết
| Thụy Sĩ       | 1–0      | Nigeria |
| ------------- | -------- | ------- |
| Seferovic 63' | Chi tiết |         |

## Giải thưởng
| Quả bóng vàng        | Quả bóng bạc       | Quả bóng đồng      |
| -------------------- | ------------------ | ------------------ |
| Sani Emmanuel        | Nassim Ben Khalifa | Ramón Azeez        |
| Chiếc giày vàng      | Chiếc giày bạc     | Chiếc giày đồng    |
| Borja                | Sani Emmanuel      | Sebastián Gallegos |
| 5 bàn thắng          | 5 bàn thắng        | 5 bàn thắng        |
| Găng tay vàng        |                    |                    |
| Benjamin Siegrist    |                    |                    |
| Giải phong cách FIFA |                    |                    |
| Nigeria              |                    |                    |

## Cầu thủ ghi bàn
5 bàn
- Sani Emmanuel
- Borja
- Haris Seferovic
- Sebastián Gallegos

4 bàn
- Nassim Ben Khalifa

3 bàn
- Sergio Araujo
- Mario Götze
- Lennart Thy
- Son Heung-min
- Edafe Egbedi
- Stanley Okoro
- Adrià Carmona
- Isco
- Sergi Roberto
- Ricardo Rodriguez
- Muhammet Demir

2 bàn
- Abdoulaye Ibrango
- Gustavo Cuéllar
- Ebrima Bojang
- Federico Carraro
- Pietro Iemmello
- Takumi Miyayoshi
- Lee Jong-ho
- Abdul Jeleel Ajagun
- Álvaro Morata
- Engin Bekdemir
- Mohammed Sebil
- Jack McInerney
- Adrián Luna

1 bàn
- Esteban Espíndola
- Leandro González Pírez
- Esteban Orfano
- Guilherme
- Neymar
- Wellington Nem
- Victor Nikiema
- Louckmane Ouédraogo
- Bertrand Traoré
- Zidane Zoungrana
- Jean Carlos Blanco
- Fabián Castillo
- Deiner Córdoba
- Jeison Murillo
- Héctor Quiñones
- Jorge Luis Ramos
- Joel Campbell
- Juan Bustos Golobio
- Jonathan Moya
- Lamin Sarjo Samateh
- Yunus Mallı
- Shkodran Mustafi
- Florian Trinks
- Kevin Volland
- Anthony Lozano
- Afshin Esmaeilzadeh
- Milad Gharibi
- Kaveh Rezaei
- Payam Sadeghian
- Giacomo Beretta
- Michele Camporese
- Shuto Kojima
- Kenyu Sugimoto
- Yoshiaki Takagi
- Kim Dong-jin
- Kim Jin-su
- Nam Seung-woo
- Luke Milanzi
- Miguel Basulto
- Carlos Campos
- Guillermo Madrigal
- Carlos Parra
- Tom Boere
- Luc Castaignos
- Oğuzhan Özyakup
- Michael Built
- Jack Hobson-McVeigh
- Gordon Murie
- Ramón Azeez
- Terry Envoh
- Omoh Ojabu
- Kenneth Omeruo
- Javier Espinosa
- Pablo Sarabia
- Oliver Buff
- André Gonçalves
- Pajtim Kasami
- Bruno Martignoni
- Granit Xhaka
- Gökay Iravul
- Ufuk Özbek
- Ömer Ali Şahiner
- Furkan Şeker
- Marwan Al-Saffar
- Nick Palodichuk
- Alex Shinsky
- Nicolás Mezquida

1 bàn phản lưới nhà
- José Antonio Rodríguez (trong trận gặp Thụy Sĩ)

## Bảng xếp hạng giải đấu
| Hạng                  | Đội tuyển    | ST | T | H | B | BT | BB | HS  | Đ  |
| --------------------- | ------------ | -- | - | - | - | -- | -- | --- | -- |
| 1                     | Thụy Sĩ      | 7  | 7 | 0 | 0 | 18 | 7  | +11 | 21 |
| 2                     | Nigeria      | 7  | 5 | 1 | 1 | 17 | 7  | +10 | 16 |
| 3                     | Tây Ban Nha  | 7  | 5 | 1 | 1 | 18 | 10 | +8  | 16 |
| 4                     | Colombia     | 7  | 2 | 3 | 2 | 8  | 11 | –3  | 9  |
| Bị loại ở tứ kết      |              |    |   |   |   |    |    |     |    |
| 5                     | Thổ Nhĩ Kỳ   | 5  | 3 | 2 | 0 | 9  | 3  | +6  | 11 |
| 6                     | Ý            | 5  | 3 | 1 | 1 | 6  | 4  | +2  | 10 |
| 7                     | Uruguay      | 5  | 2 | 2 | 1 | 8  | 7  | +1  | 8  |
| 8                     | Hàn Quốc     | 5  | 2 | 1 | 2 | 8  | 7  | +1  | 7  |
| Bị loại ở vòng 16 đội |              |    |   |   |   |    |    |     |    |
| 9                     | Iran         | 4  | 2 | 1 | 1 | 4  | 2  | +2  | 7  |
| 10                    | México       | 4  | 2 | 1 | 1 | 4  | 3  | +1  | 7  |
| 11                    | Argentina    | 4  | 2 | 0 | 2 | 6  | 6  | 0   | 6  |
| 12                    | Hoa Kỳ       | 4  | 2 | 0 | 2 | 4  | 4  | 0   | 6  |
| 13                    | Đức          | 4  | 1 | 1 | 2 | 10 | 10 | 0   | 4  |
| 14                    | Burkina Faso | 4  | 1 | 1 | 2 | 6  | 7  | –1  | 4  |
| 15                    | UAE          | 4  | 1 | 0 | 3 | 3  | 6  | –3  | 3  |
| 16                    | New Zealand  | 4  | 0 | 3 | 1 | 3  | 8  | –5  | 3  |
| Bị loại ở vòng bảng   |              |    |   |   |   |    |    |     |    |
| 17                    | Brasil       | 3  | 1 | 0 | 2 | 3  | 4  | –1  | 3  |
| 18                    | Hà Lan       | 3  | 1 | 0 | 2 | 3  | 4  | –1  | 3  |
| 19                    | Gambia       | 3  | 0 | 1 | 2 | 3  | 6  | –3  | 1  |
| 20                    | Costa Rica   | 3  | 0 | 1 | 2 | 3  | 9  | –6  | 1  |
| 21                    | Nhật Bản     | 3  | 0 | 0 | 3 | 5  | 9  | –4  | 0  |
| 22                    | Honduras     | 3  | 0 | 0 | 3 | 1  | 5  | –4  | 0  |
| 23                    | Algérie      | 3  | 0 | 0 | 3 | 0  | 5  | –5  | 0  |
| 24                    | Malawi       | 3  | 0 | 0 | 3 | 1  | 7  | –6  | 0  |